# Ellen Fischer
Ellen (Eline) Kathrine Agathe Fischer (født 7. august 1889 i Kornerup og opvokset i Gudbjerg på Fyn, død 27. marts 1966 i Ordrup) var en dansk maler og tegner. Hendes forældre var sognepræst Jens Theodor Kragh og Marcelline Edle (Eline) Ludovica Hertel.
Ellen Fischer giftede sig med billedhuggeren Adam Fischer 1915. Datteren, keramikeren Tora Garde, blev født 1923.

## Uddannelse
- 1906-1907 Teknisk Skole i Odense
- 1908 Dimitteret af maleren Agnes Jensen til Kunstakademiets malerskole for Kvinder
- 1912 Forlader Kunstakademiet.
- 1913-1914 Académie Ranson, Paris, lærer Maurice Denis
- 1917-1919 Académie Moderne, Paris, lærer André Lhote[4]

## Rejser og udlandsophold
- 1911,1913 Færøerne og Island
- 1912 Schweiz, Firenze, Rom
- 1913-1933 Bosat i Paris, bl.a. i eget hus i forstaden Arcueil
- 1915 Italien
- 1924 Grækenland
- 1928 London
- 1931 Spanien, Mallorca Arbejdsophold i flere måneder
- 1933 Algeriet Tremåneders arbejdsophold
- 1938 Sydfrankrig
- 1939 Egypten og Grækenland
- 1951 Sicilien
- Herefter adskillige rejser til Norge[2]

## Uddannelse og kunstnerisk virke
Ellen Fischer gik på Kunstakademiets malerskole for kvinder, og et fotografi fra 1911 viser eleverne ved skolens julegilde. På billedet ses Ellen, dengang med efternavnet Kragh, sammen med blandt andre maleren Ebba Carstensen. Malerne Astrid Holm, Yrsa Hansen og Kamma Thorn, senere gift Salto, var også blandt de studerende, og det er interessant at bemærke den videre skæbne for nogle af de kunststuderende. De kvinder, der ikke giftede sig, skabte sig trods samfundsmæssige forhindringer karrierer af forskellig art - det var Astrid Holm og Ebba Carstensen, som udviklede sig til modernistiske og nyskabende malere. Yrsa Hansen giftede sig med maleren Vilhelm Lundstrøm og indstillede herefter sit arbejde med kunst. Kamma Thorn giftede sig med keramikeren og grafikeren Axel Salto og indstillede sit arbejde med kunst i en længere periode. Ellen Kragh giftede sig med billedhuggeren Adam Fischer, og hun opgav ikke kunsten, men indstillede sig på at træde i baggrunden.

### Rejser og udlandsophold
Ellen Fischer var særdeles berejst, og både for hendes kunst og for hendes private liv fik rejserne stor betydning. Undervejs studerede hun på forskellige kunstskoler, bl.a. i Paris, hvor hun mødte Adam Fischer. De giftede sig i Danmark 1915 og købte året efter hus i Arcueil, en forstad til Paris. Sammen med Adam Fischer og fra 1923 med datteren Tora befandt hun sig på arbejdsophold skiftende steder i Europa. Her arbejdede hun med både maleri og tegning, og hendes motiver var landskaber, huse, træer og nature morte. Hun studerede andre kunstneres billedopbygning, og blev optaget af Cezannes, Bonnards og Pissarros anvendelse af farven.
I Paris opholdt kunstnere fra Danmark sig i længere perioder i 1920´erne. Der var eksempelvis tale om, udover Ellen Fischer og Adam Fischer, malerne Franciska Clausen, Anna Klindt Sørensen og Georg Jacobsen samt billedhuggeren Johannes Bjerg. Paris var dengang et centrum for internationale kunstneres studier, udvekslinger af synspunkter og daglige liv.

### Konstruktiv billeddannelse
Interessen for billedopbygning blev særligt stimuleret ved mødet med den mexicanske maler Diego Rivera, som hun traf på André Lhotes skole i vinteren 1918-1919. Diego Rivera (1886-1957) stiftede under sit ophold i Paris bekendtskab med kubismen og udviklede teorier om en naturalistisk kunst baseret på et konstruktivt grundlag. 1921 vendte han hjem til Mexico og arbejdede på at forene den moderne kunst med inspiration fra præcolumbiansk kultur.
Mødet med Riveras konstruktive idéer fik stor betydning for ikke blot Ellen Fischer, men også Adam Fischer og arkitekten og maleren, professor i billedteori i Norge, Georg Jacobsen.
Tydeligt ses påvirkningen med den konstruktive billedopbygning i Ellen Fischers rumlige forarbejder til malerier, som eksempelvis til oliemaleriet af Ellen og Adam Fischers hus 17. avenue du Dr. Durand, Arcueil, Seine. Oliemaleriet tilhører Randers Kunstmuseum og betegnes som et eksperiment med såkaldt "kugleperspektiv" - en konstruktionsmetode, der blev debatteret i kredsen omkring Diego Rivera.

### De sene år
I 1934 flyttede Ellen Fischer sammen med familien tilbage til Danmark, til fast adresse på Femvejen 2, Charlottenlund. Det var en nu fredet arkitektonisk perle af en funktionalistisk villa, tegnet af vennen, maleren Georg Jacobsen. Herfra kendes nogle af hendes malerier og tegninger, interiører og billeder fra haven. Ægteparret forsatte med at rejse, fortrinsvis i Norge, og fra rejserne kendes en stor del af hendes tegninger.

## Udstillinger
- 1909, 1921, 1923.1924, 1941,1942 Kunstnernes Efterårsudstilling
- 1909 De Unge Kunstneres Forbund, Den Fries Udstillingsbygning
- 1911 Foreningen Ung Kunst
- u.å. Salon des Tuileries, Paris
- u.å. Salon des Artistes Indépedants, Paris
- 1944 17 danske Kunstnere, Fischer og Krarup, København

## Separatudstillinger
- 1923 Galerie Dominique, Paris[4]
- 1925 "Kunstboden", København
- 1933 Galerie Berthe Weill, Paris
- 1940 Fischer og Krarup
- 1950, 1957 Kunstnerforbundet, Oslo (sammen med Adam Fischer)
- 1957 Erling Haghfelt, København
- 1964 Bachs Kunsthandel, København (sammen med keramikeren Tora Garde)[2]

## Værker i offentlig eje
- 1919 Randers Kunstmuseum: Huset i Arcueil
- ca. 1919 Randers Kunstmuseum: Græskarplante
- Den Kongelige Kobberstiksamling, Statens Museum for Kunst: Tegninger[2]